# Музей Пикассо (Барселона)
Музей Пикассо в Барселоне (кат. Museu Picasso) — художественный музей в столице Каталонии, в коллекциях которого хранятся более, чем 3500 работ, которые относятся к преимущественно раннему творчеству художника. Среди более поздних работ выделяется серия «Менины» (исп. Las Meninas, 1957), состоящая из 59 картин — вариации по мотивам одноимённой картины Веласкеса. 9 марта 2013 года музей отметил своё 50-летие. Музей Пикассо размещается в старинном городском дворце XV века — дворце Беренгера д’Агилара (кат. Palacio de Berenguer d’Aguilar) в Готическом квартале и славится старинными внутренними двориками.

## История
В 1953 году Пабло Пикассо решил пожертвовать свои работы в музей в Малаге, где он родился и вырос. Но художник получил отказ от музея. В 1960 году Хайме Сабартес, близкий друг и секретарь художника, предложил муниципалитету Барселоны создать музей, посвящённый исключительно Пикассо. Летом этого же года было подписано соглашение о создании музея.
Музей, созданный на основе подаренной городу крупной художественной коллекции Хайме Сабартеса, открылся для посетителей в 1963 году. Первоначально в музее были выставлены только 574 картины художника из коллекции Сабартеса. Именно по этой причине вначале музей носил название Коллекция Сабартэ. В 1968 году после смерти Хайме Пикассо сам подарил музею больше 900 своих картин. Этот музей является единственным, который открылся при жизни художника. Сейчас в музее представлена огромная коллекция работ художника, но если разделить их на периоды, то можно заметить, что некоторые периоды деятельности Пикассо очень хорошо описаны, а часть остаётся не освещённой. Наиболее хорошо представлены работы, относящиеся к 1890—1917 годам, то есть ранний период творчества. Характерной особенностью музея является хронологический порядок всех работ художника. Кроме картин в музее также имеется коллекция керамики, относящаяся к 1947—1965 годам, которую подарила музею супруга художника, после его смерти. Также здесь можно найти коллекцию печатной графики, в которой копию каждого из произведений дарил музею сам Пикассо. Эти произведения создавались уже после смерти Хайме.

## Здания
Музей Пикассо в Барселоне находится в Готическом квартале на улице Монкада и занимает пять зданий, которые были построены ещё в XIII-XIV веках. Все пять зданий смогли сохранить старинную архитектуру тех веков.
- Дворец Беренгера д’Агилара (Palacio de Berenguer d’Aguilar) — это здание самым первым вошло в состав музея художника (1963 год). Здание было построено в XIII веке. Архитектура здания имеет смешанные черты, так как перетерпело не мало изменений. За 10 лет до открытия музея этот дворец перешел во владение городского совета, после чего была начата реставрация.
- Дворец барона Кастельета (Palau del Baró de Castellet) — здание также было построено в XIII веке, а реставрация здания приходится на XVIII век. На первом этаже гостиная дворца выполнена в неоклассическом стиле. В сочетании с классическими рельефами имеются также элементы мрамора, что создаёт европейский классицизм. В 1950 году дворец стал собственностью городского совета.
- Дворец Мекка (Palau Meca) — это здание в XIV века. Название дворца происходит от семьи Meca, владевшей им в XVII веке. Уже в следующем столетии новые владельцы перестроили здание в стиле барокко. Об этом свидетельствуют балконы с коваными балюстрадами, выходящие во внутренний двор и лестничные перила из кованого железа. А вот арка под лестницей в основном дворе датируется концом XIII или началом XIV века. Дворец барона Кастельета и Мекка 11 января 1982 года стали частью музея Пикассо.
- Дворец Финестрес (Palau Finestres) — используется для временных выставок музея Пикассо. Это здание также относится к XIII веку. Характерной особенностью здания является наличие арок на первом этаже, которые были добавлены в ходе реконструкций в XVII-XVIII века. В 1970 году дворец стал собственностью городского совета Барселоны.
- Дом Маури (Casa Mauri) — полное строительство здания относится к XVIII веку, однако фундамент строения сохранился с римских времен. С 1872 года этот дом был включен в состав Дворца Финестрес. А в 1943 году здесь открылась одна из кондитерских «Маури», которая и дала имя дворцу. А с 1999 года дворец стал частью музея Пикассо.[5]

### Галерея

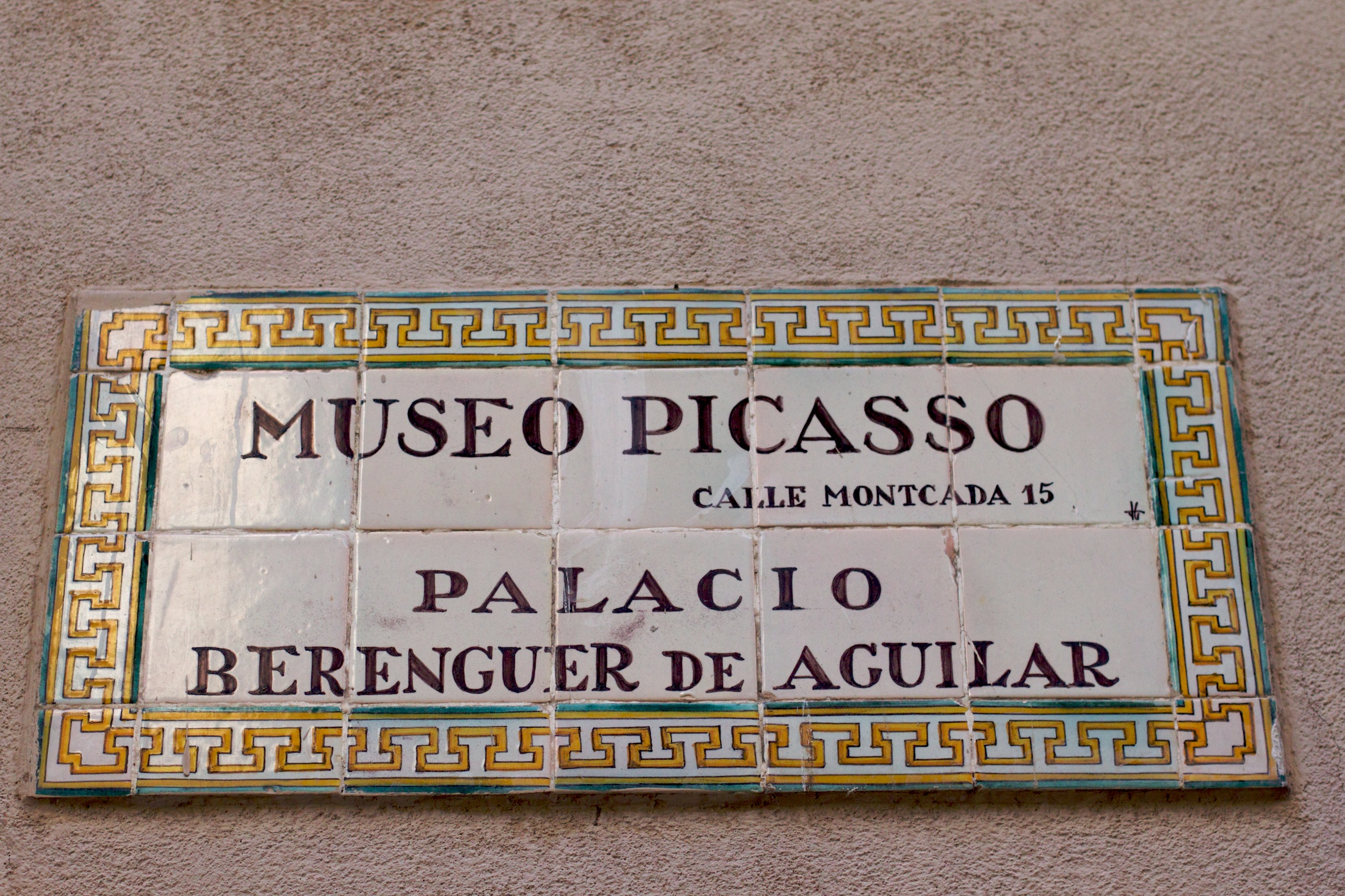
Дворец Беренгера д’Агилара
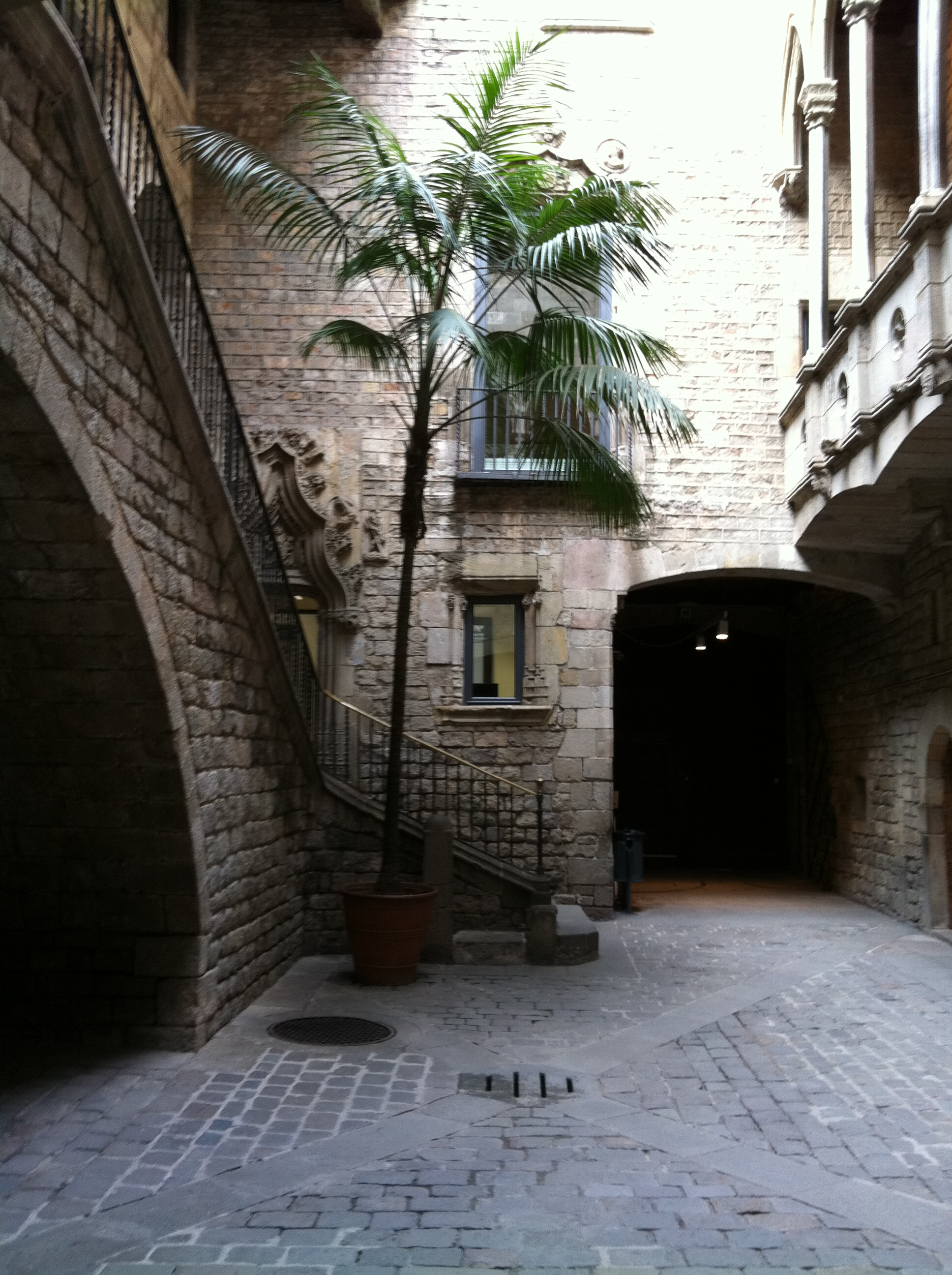
Внутренний двор Дворца Беренгера д’Агилара
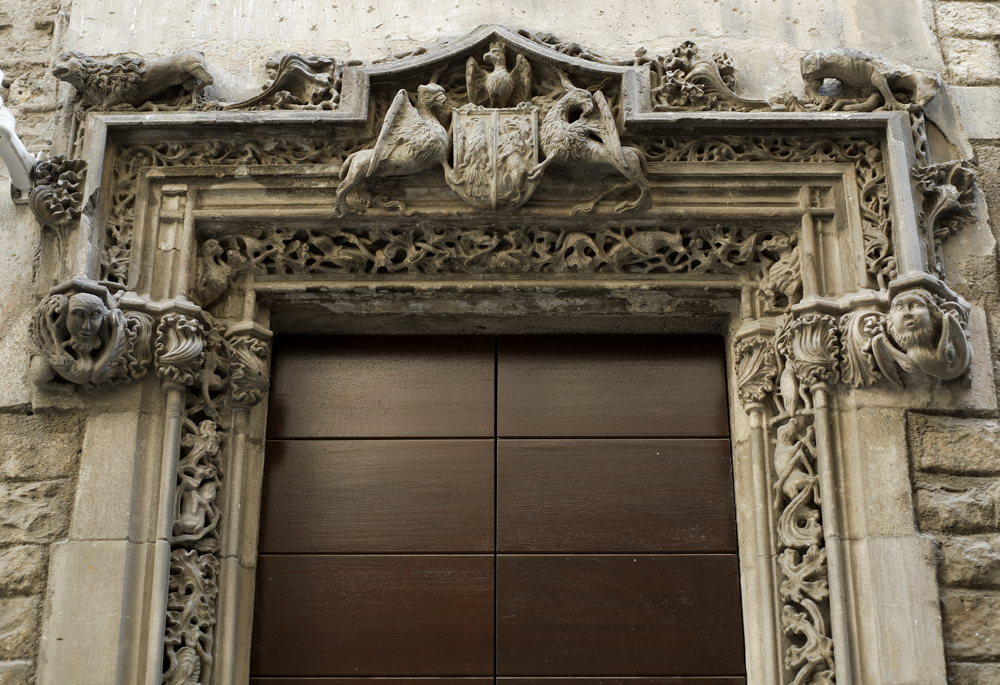
Дворец барона Кастельета
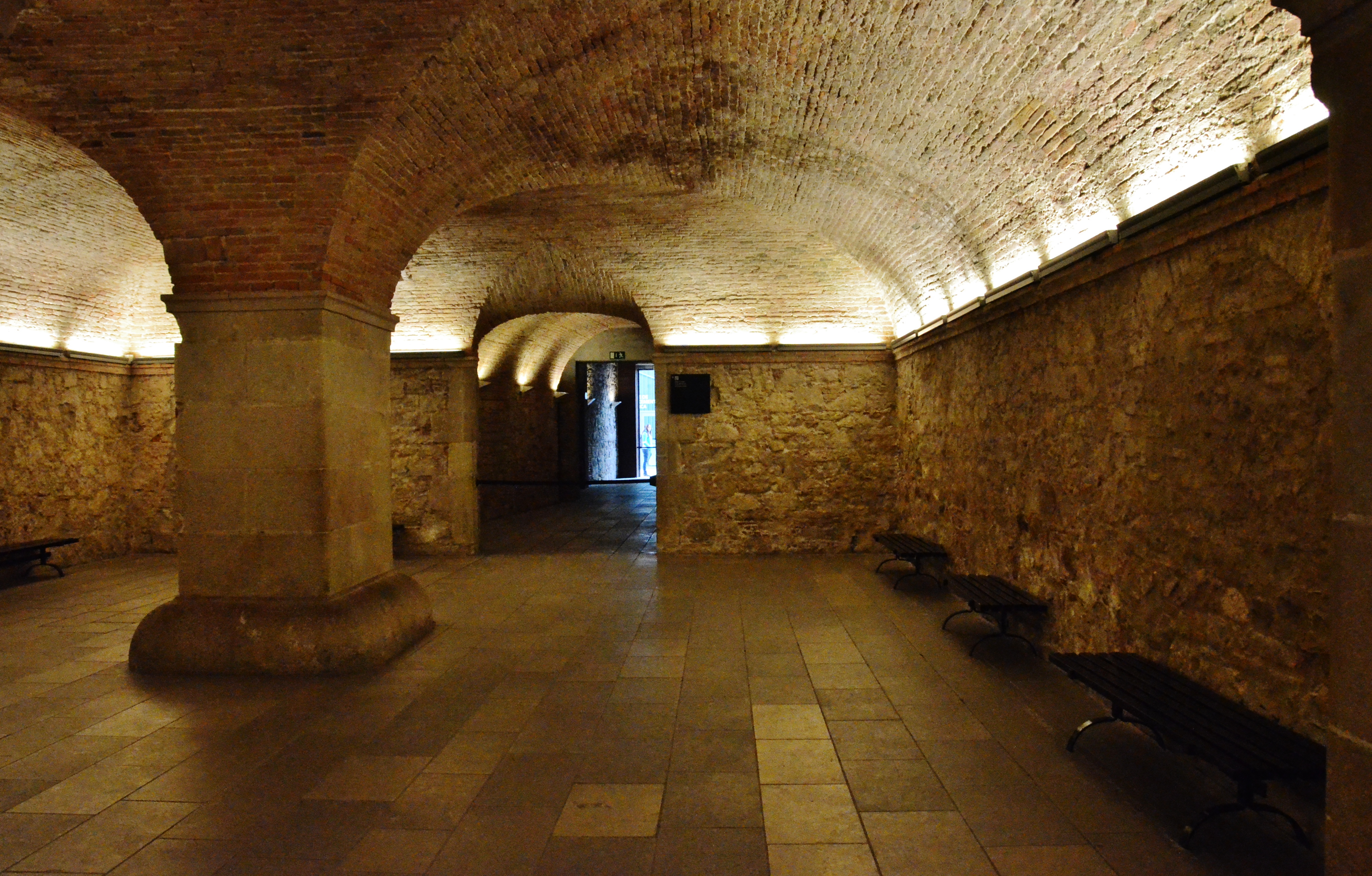
Дворец барона Кастельета
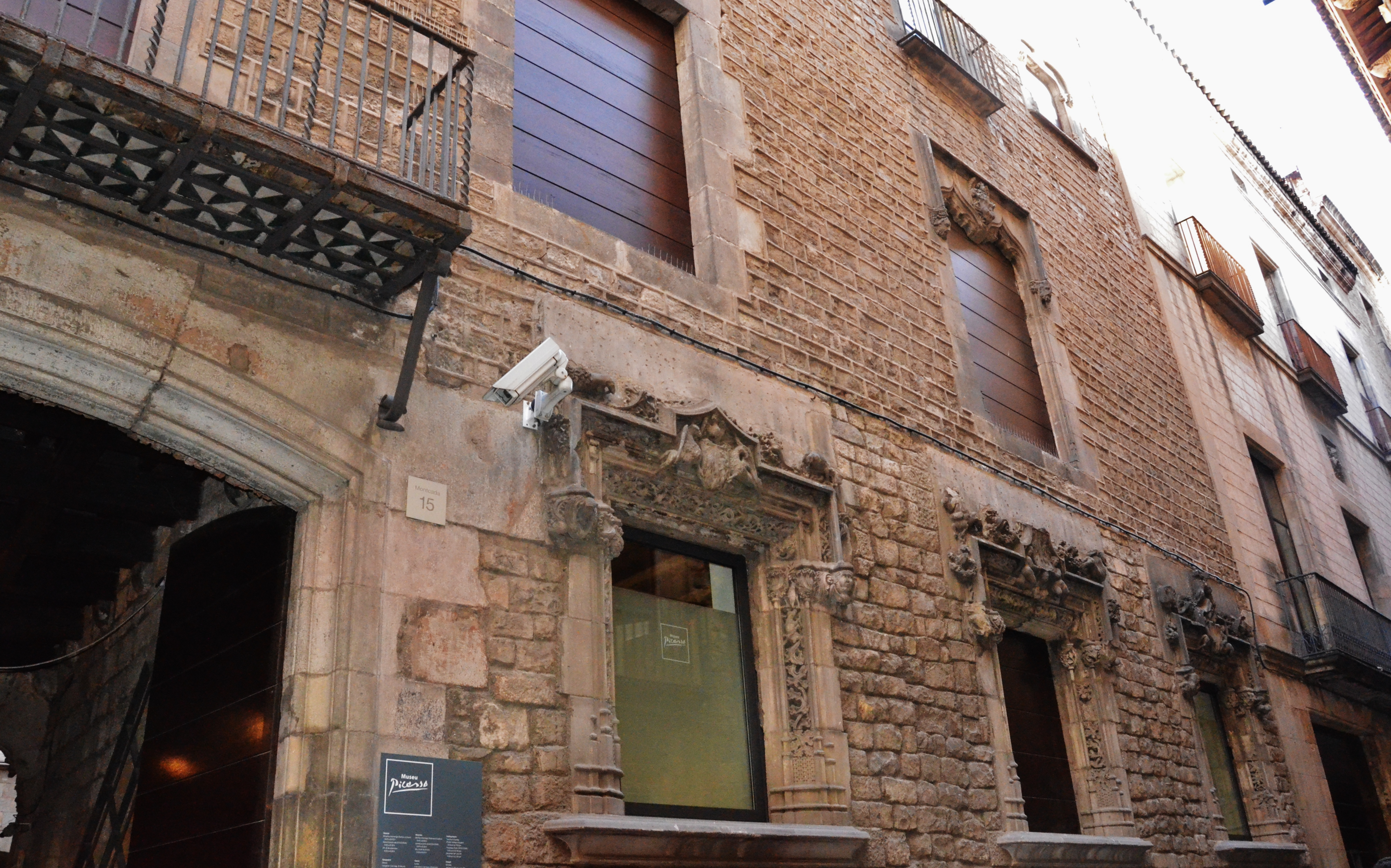
Дворец Мекка
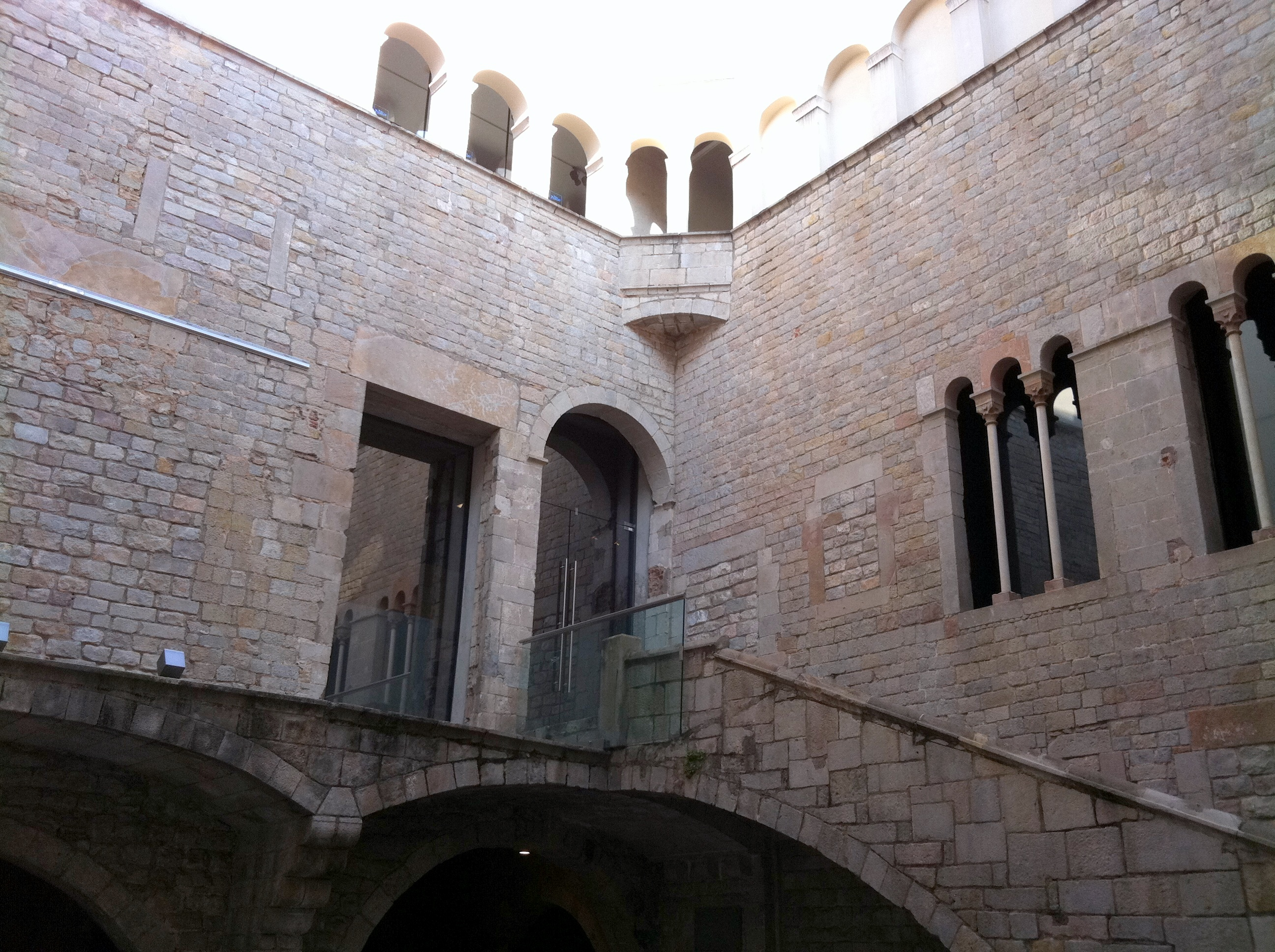
Дворец Финестрес
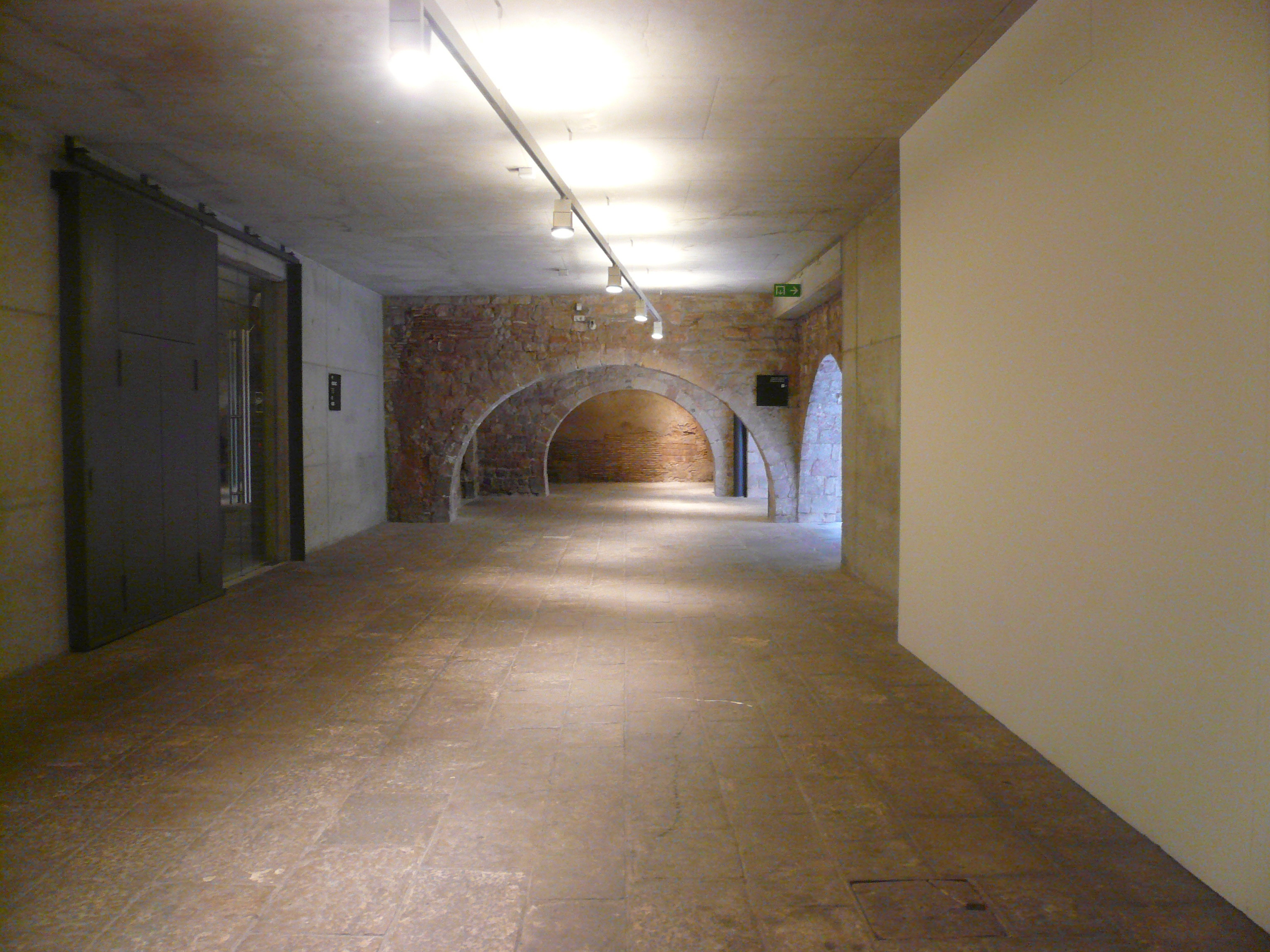
Дворец Финестрес